# Bupleurum handiense

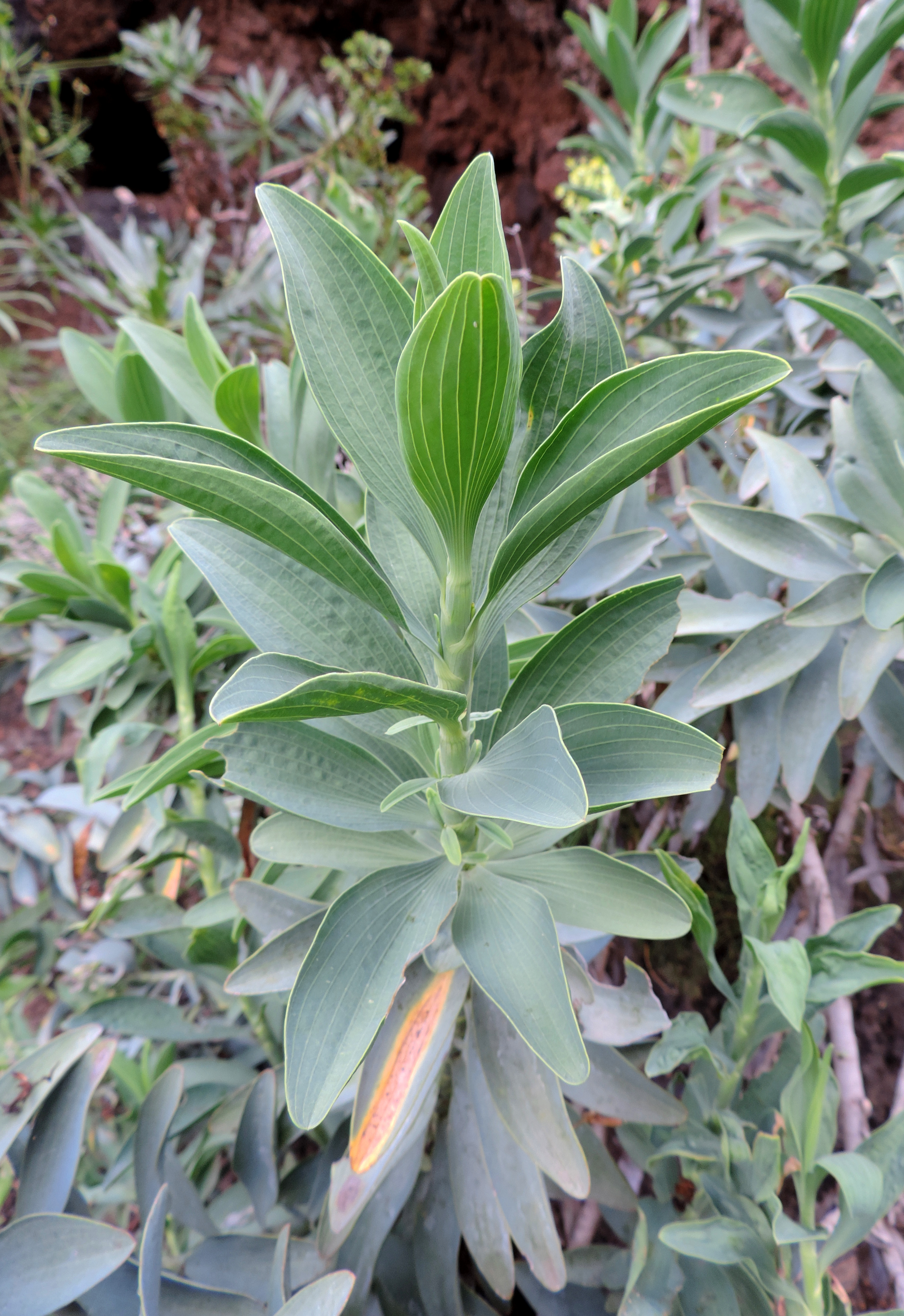
Fulles

Bupleurum handiense és una espècie de planta de la família de les Apiàcies, endèmica de Lanzarote, Fuerteventura (a les Illes Canàries). És un arbust perenne que es troba a penya-segats desabrigats.